# Burg Zborov
Die Burg Zborov (slowakisch Zborovský hrad, auch Makovica genannt) ist die Ruine einer Höhenburg nahe dem Dorf Zborov in der Ostslowakei. Sie beherrscht die Straße von Bardejov nach Norden.
Die Burg entstand im 13. Jahrhundert und wurde erstmals 1347 als Makuicha erwähnt. Sie befand sich im Besitz verschiedener Familien, bis sie 1601 von den Rákóczi gekauft wurde. Bei den Aufständen gegen die Habsburger wurde die Burg 1684 zerstört und im Ersten Weltkrieg bei Kämpfen zwischen Österreich-Ungarn und Russland abermals beschädigt.